# Osonó Színházműhely
A sepsiszentgyörgyi Osonó Színházműhely egy olyan független színházi kezdeményezés, amely szellemi műhelyként teret kíván adni a fiatalok kortárs színházi kísérleteinek. A létrejövő előadásokon túl pedagógiai célja az, hogy a fiatalokat a színház ürügyén nevelje és megszólítsa annak érdekében, hogy felelős emberként, értéket teremtő közösségekben keressék meg helyüket a társadalomban.

## Története
Az Osonó Diákszínház néven induló jelenlegi független színházműhelyt dr. Salamon András magyar szakos tanár alapította 1993-ban. Kezdetekben a középiskolásokból álló csapat a színházi előadásait a sepsiszentgyörgyi Mikes Kelem Elméleti Líceumban mutatta be, majd később diákszínjátszó fesztiválokra is ellátogatott, ahol egyre sikeresebb lett a diákok alkotta társaság. A diákszínház mentalitása és az alkotáshoz való viszonya egyre elkötelezettebbé, komolyabbá vált és 1999-ben Fazakas Misi, a csapat egyik diákszínésze vette át az Osonó vezetését.
A végzős diákszínészek többsége színházi vonatkozású főiskolákban tanultak tovább és helyüket a fiatalabb diákok vehették át. Időközben a körkörös mozgásrendszer felbomlott, ugyanis több diák volt, aki egyetem mellett vagy nélkül az Osonóban való tevékenykedést választotta. Így lassan kialakult egy magcsoport, amely a társulat szilárdulását és fejlődését biztosította. E folyamat eredményezte, hogy a diákszínház lassan és fokozatosan egy független színházműhellyé vált.
2008-tól egyre nőtt az alaptagok száma, akik szabadidejüket teljesen az Osonónak szentelték. Ehhez a magcsoporthoz csatlakoztak fiatal középiskolás diákok a Plugor Sándor Művészeti Líceum drámatanszékéből, a Művészeti Népiskola színészosztályából és a Mikes Kelemen Főgimnázium Diákszínházából.
2025. június 4-én az Átlátszó Erdély oknyomozó portál tényfeltáró cikket tett közzé Fazakas Misiről, az Osonó Színházműhely vezetőjéről, melyben részletesen ismerteti, hogy Fazakas több évtizeden keresztül visszaélt vezetői pozíciójával, és kiskorú diákjait fizikailag és szexuálisan bántalmazta.